# Словинская деревня (музей)

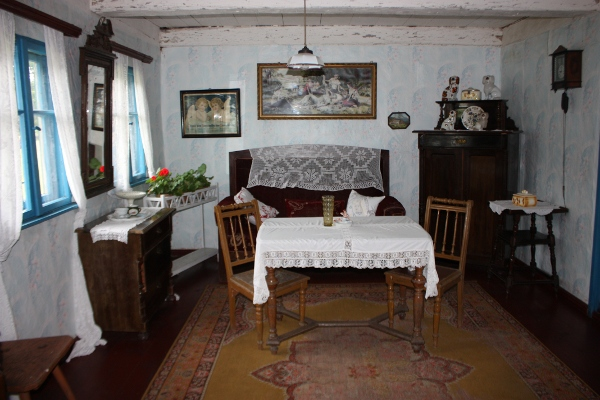
Внутреннее убранство одной из комнат

Словинская деревня (пол. Muzeum Wsi Słowińskiej, кашубский Mùzeum Słowińsczi Wsë) — название этнографического музея под открытым небом, находящегося на территории Словинского национального парка в деревне Клюки около Смолдзино, Польша. Музей является филиалом Музея центрального поморья в Слупске.

## История
Музей «Словинская деревня» был основан в 1963 году словинской общественной деятельницей Рут Кёч, которая стала его первым заведующим. В настоящее время музей демонстрирует сельский быт и культуру кашубской этнографической группы словинцев, проживавших в окрестностях озёр Гардно и Лебское в середине XIX века.
Частью музея является Словинское кладбище, на котором похоронены жители деревни Клюки.